# Kevin Grevey
Kevin Michael Grevey (ur. 12 maja 1953 w Hamilton) – amerykański koszykarz, występujący na pozycji rzucającego obrońcy, mistrz NBA z 1978 roku.

## Osiągnięcia
Na podstawie, o ile nie zaznaczono inaczej.
NCAA
- Wicemistrz NCAA (1975)
- Uczestnik rozgrywek Elite Eight turnieju NCAA (1973, 1975)
- Mistrz sezonu regularnego konferencji Southeastern (SEC – 1973, 1975)
- Koszykarz roku konferencji SEC (1973, 1975)[3]
- Zaliczony do:
- I składu NCAA Final Four (1975 przez Associated Press)[4]
  - II składu All-American (1975)
  - V składu All-American (1974 według National Association of Basketball Coaches)

NBA
- Mistrz NBA (1978)[5]
- Wicemistrz NBA (1979)
- Zawodnik tygodnia NBA (30.03.1980)
- Lider play-off w skuteczności rzutów za 3 punkty (1980)[6]